# Jürgen John
Jürgen John (* 1. September 1942 in Arnstadt) ist ein deutscher Historiker mit dem Schwerpunkt Regionalgeschichte Mitteldeutschlands im 20. Jahrhundert. Er war von 1995 bis 2007 Professor für Moderne mitteldeutsche Regionalgeschichte an der Friedrich-Schiller-Universität Jena.

## Leben und Werk
Nach dem Studium der Geschichte und Kunstgeschichte an der Universität Jena und der Universität Halle von 1960 bis 1965 wurde John 1969 in Jena mit einer Arbeit über Probleme der industriellen Entwicklung in Thüringen 1933 bis 1939 zum Dr. phil. promoviert. Als wissenschaftlicher Aspirant, Assistent und schließlich Oberassistent wirkte er zwischen 1965 und 1985 an der Sektion Geschichte der Universität Jena, unterbrochen von einer Tätigkeit beim Verband der Film- und Fernsehschaffenden Berlin (1972–1975). Er schloss 1984 seine Promotion B (entspricht einer Habilitation) mit der Schrift Monopolbourgeoisie, Sozial- und Gewerkschaftspolitik vor und während der Weimarer Republik ab. Ab 1985 war John Mitarbeiter am Zentralinstitut für Geschichte der Akademie der Wissenschaften der DDR in Berlin (ab 1989 mit Professorentitel) und nach deren Auflösung 1991 bis 1993 bei der Koordinierungs- und Aufbau-Initiative Berlin angestellt. Über das Wissenschaftler-Integrations-Programm (WIP) konnte John an der Universität Jena weiterforschen, bis er 1995 die Berufung auf die dortige Stiftungsprofessur für Moderne mitteldeutsche Regionalgeschichte erhielt.
Johns Forschungsschwerpunkte umfassen dabei die Vergleichende Landesgeschichte, den mitteldeutschen Geschichtsraum und die Mitteldeutschland-Planungen, besonders die Thüringische Landesgeschichte 1920 bis 1952 sowie die jüngere Jenaer Stadtgeschichte und Universitätsgeschichte. Seine Dissertation zur thüringischen Rüstungswirtschaft gilt als die erste wissenschaftliche Regionalstudie zum Nationalsozialismus im deutschen Sprachraum. John war unter anderem Leiter des interdisziplinären Forschungsprojektes Deutschlands Mitte (über intellektuelle Regionaleliten) und des Forschungsprojektes Die NS-Gaue als Mobilisierungsstrukturen im Krieg (über kriegsgerichtete Agrar- und Rüstungspolitik), die beide von der Deutschen Forschungsgemeinschaft (DFG) gefördert wurden.
Bis 2006 war John Mitglied der Historischen Kommission für Thüringen. 2007 wurde er emeritiert und forscht seitdem weiter in Jena. Er ist Mitherausgeber der Reihe Quellen und Beiträge zur Geschichte der Universität Jena. Für die Landeszentrale für politische Bildung Thüringen gab John diverse Bände der Reihe Quellen zur Geschichte Thüringens heraus.

## Schriften (Auswahl)
Eine gedruckte Bibliographie (Stand 2007) findet sich in: Reinhard Jonscher, Oliver Lemuth, Thomas Pester: Publikationsverzeichnis (1965–2007), in: Monika Gibas, Rüdiger Stutz, Justus H. Ulbricht (Hrsg.): Couragierte Wissenschaft. Eine Festschrift für Jürgen John zum 65. Geburtstag. Glaux, Jena 2007, S. 401–408.

### Monographien
- Die »Ära Paul« in Thüringen 1945 bis 1947: Möglichkeiten und Grenzen landespolitischen Handelns in der frühen SBZ (Veröffentlichungen der Historischen Kommission für Thüringen. Kleine Reihe, Bd. 44). 2 Bde. Böhlau, Köln/Wien 2023, 1892 S., ISBN 978-3412109950.

### Herausgeberschaften
- mit Jens Blecher (Hrsg.): Hochschulumbau Ost. Die Transformation des DDR-Hochschulwesens nach 1989/90 in typologisch-vergleichender Perspektive. Franz Steiner Verlag, Stuttgart 2021, ISBN 978-3-515-12961-9.
- mit Peter Fauser, Rüdiger Stutz und Christian Faludi (Mitarb.): Peter Petersen und die Jenaplan-Pädagogik. Historische und aktuelle Perspektiven, Steiner, Stuttgart 2012, ISBN 978-3-515-10208-7.
- mit Michael Grüttner, Rüdiger Hachtmann, Konrad H. Jarausch, Matthias Middell: Gebrochene Wissenschaftskulturen. Universität und Politik im 20. Jahrhundert. Vandenhoeck & Ruprecht, Göttingen 2010, ISBN 978-3-525-35899-3.
- mit Christian Faludi (Bearb.): „Stellt alles Trennende zurück!“ Eine Quellenedition zum „Wartburgtreffen der Deutschen Studentenschaft Pfingsten 1948“ in Eisenach, Steiner, Stuttgart 2010, ISBN 978-3-515-09795-6.
- mit Justus H. Ulbricht: Jena – ein nationaler Erinnerungsort? Böhlau, Köln/Weimar/Wien 2009.
- mit Joachim Hendel, Uwe Hoßfeld, Oliver Lehmuth, Rüdiger Stutz (Bearb.): Wege der Wissenschaft im Nationalsozialismus. Dokumente zur Universität Jena, 1933–1945, Steiner, Stuttgart 2007, ISBN 978-3-515-09006-3.
- mit Horst Möller, Thomas Schaarschmidt: Die NS-Gaue. Regionale Mittelinstanzen im zentralisierten „Führerstaat“? Oldenbourg, München 2007, ISBN 3-486-58086-8.
- mit Ralph Jessen: Wissenschaft und Universitäten im geteilten Deutschland der 1960er Jahre (= Jahrbuch für Universitätsgeschichte, Band 8), Steiner, Stuttgart 2005.
- mit Dirk van Laak, Joachim von Puttkamer: Zeit-Geschichten. Miniaturen in Lutz Niethammers Manier, Essen 2005.
- mit Uwe Hoßfeld, Oliver Lehmuth, Rüdiger Stutz: „Kämpferische Wissenschaft“. Studien zur Universität Jena im Nationalsozialismus, Böhlau, Köln/Weimar/Wien 2003, ISBN 978-3-412-04102-1.
- mit Reinhard Jonscher, Heinz Mestrup, Axel Stelzner: Geschichte in Daten. Thüringen, Wiesbaden 2003.
- „Mitteldeutschland“. Begriff – Geschichte – Konstrukt, Hain-Verlag, Rudolstadt/Jena 2001, ISBN 3-89807-023-9.
- mit Lutz Heydick, Günther Hoppe: Historischer Führer – Stätten und Denkmale der Geschichte in den Bezirken Erfurt, Gera, Suhl, Urania-Verlag, Leipzig 1978.

### Aufsätze
- Der Reformpädagoge Carl Theil (1886-1945) in Weimar und Jena (Teil I & II). In: Weimar-Jena: Die große Stadt, 7. Jahrgang, 2014, Heft 4, S. 312–329 bzw. 8. Jahrgang, 2015, Heft 1, S. 22–36.
- mit Rüdiger Stutz: Die Jenaer Universität 1918–1945. In: Traditionen – Brüche – Wandlungen. Die Universität Jena 1850–1995. Böhlau, Köln [u. a.] 2009, S. 270–587.
- Der Mythos vom „rein gebliebenen Geist“: Denkmuster und Strategien des intellektuellen Neubeginns 1945. In: Uwe Hoßfeld, Tobias Kaiser, Heinz Mestrup (Hrsg.): Hochschule im Sozialismus. Studien zur Friedrich-Schiller-Universität Jena (1945–1990). Böhlau, Köln/Weimar/Wien 2007.
- Zeitgeschichte und Erinnerungskultur. Grundaspekte und ein Fallbeispiel: Die Erinnerungslandschaft Rudelsburg-Saaleck. In: Ramona Myrrhe (Hrsg.): Geschichte als Beruf. Demokratie und Diktatur. Protestantismus und politische Kultur. Festschrift zum 65. Geburtstag von Klaus Erich Pollmann. Halle 2005, S. 121–138.
- Das Bild der Novemberrevolution 1918 in Geschichtspolitik und Geschichtswissenschaft der DDR. In: Heinrich August Winkler (Hrsg.): Weimar im Widerstreit. Deutungen der ersten deutschen Republik im geteilten Deutschland (= Schriftenreihe der Stiftung Reichspräsident-Friedrich-Ebert-Gedenkstätte. 10). Oldenbourg, München 2002, S. 43–84.
- Kontinuität und Wandel in Politik und Organisation der deutschen Industrieverbände 1917–1919. In: Jenaer Beiträge zur Parteiengeschichte. 51/1988, S. 12–21.
- Verbandspolitik und Rechtsentwicklung 1922 bis 1926. Zur politischen Rolle der Spitzenverbände des deutschen Monopolkapitals in der Weimarer Republik. In: Jahrbuch für Geschichte, 24. Jahrgang, 1981, S. 127–173.
- Die Sozialpolitische Rolle der Vereinigung der Deutschen Arbeitgeberverbände während des ersten Weltkrieges. In: Jahrbuch für Geschichte 34. Jahrgang, 1987, S. 249–280.
- Zu einigen Problemen des Zusammenhangs von staatsmonopolistischer Entwicklung und Entwicklung des bürgerlichen Parteienwesens. In: Wissenschaftliche Zeitschrift der Friedrich-Schiller-Universität Jena. (gesellschafts- und sprachwissenschaftliche Reihe), 18. Jahrgang, 1969, Heft 3, S. 107–108.